# Gas natural liquat

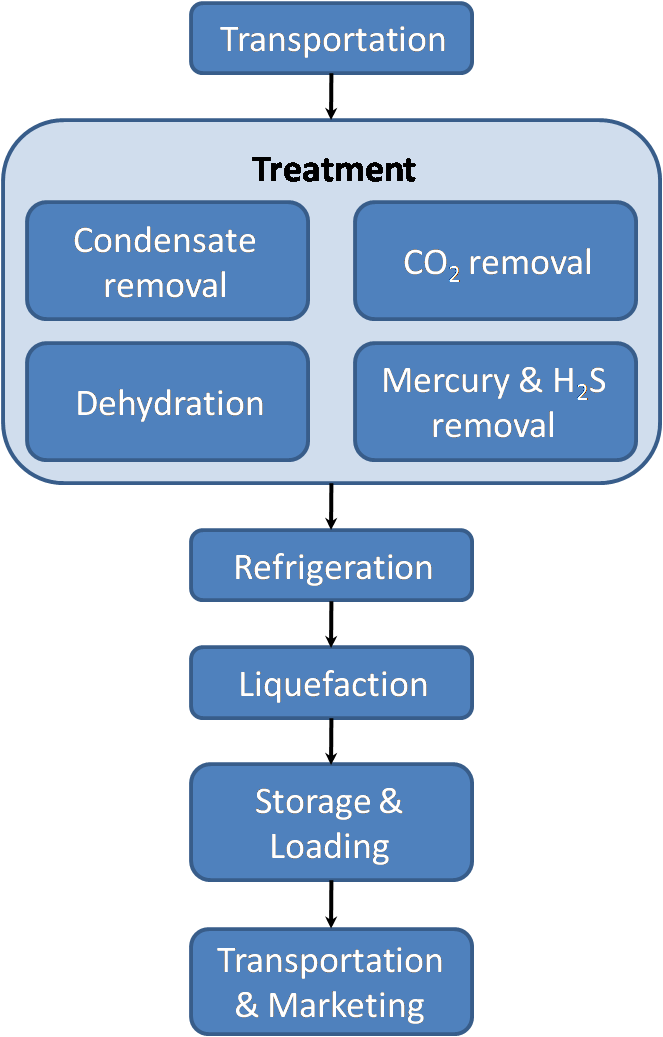
Procès típic del gas natural liquat

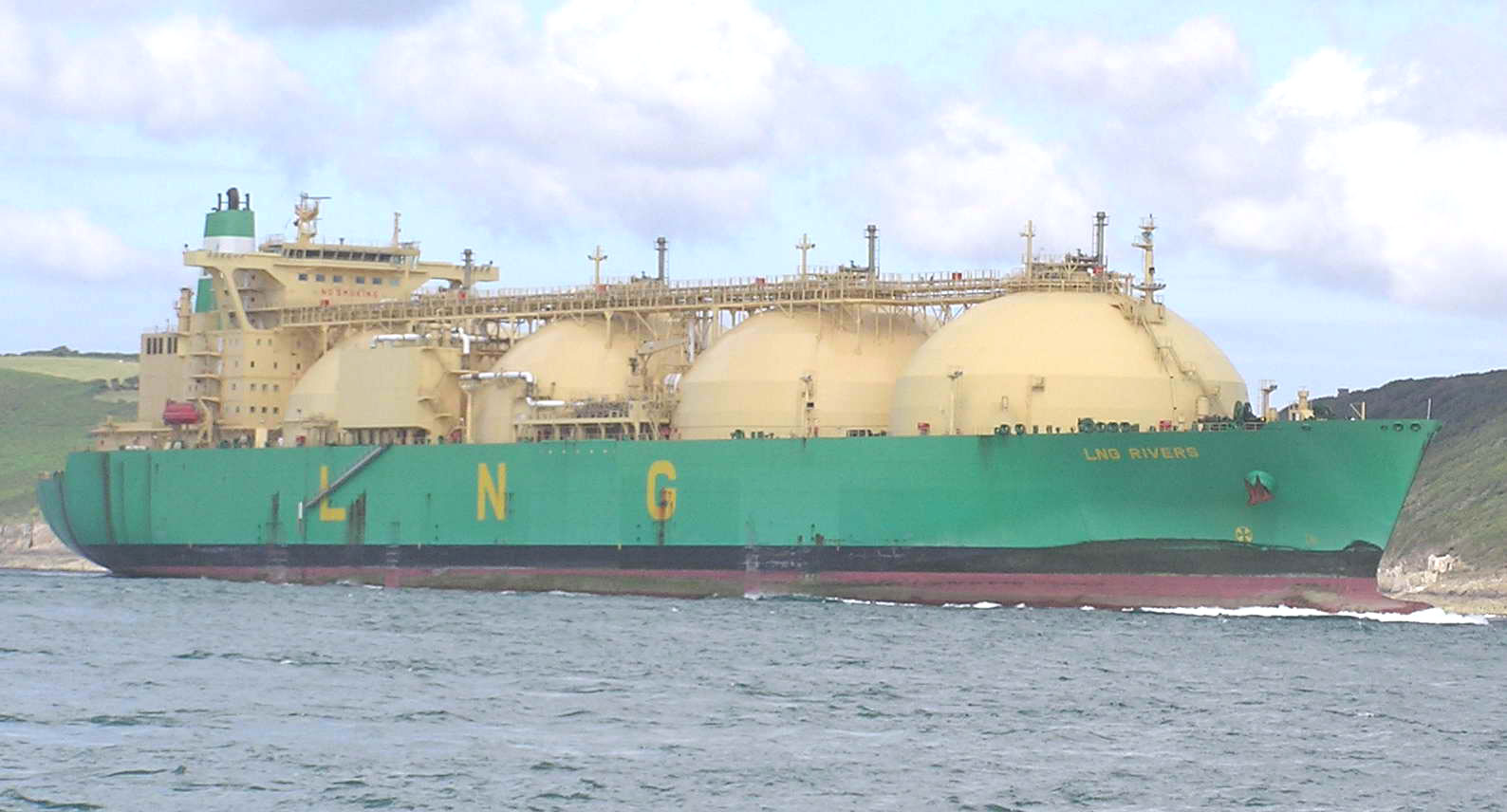
Vaixell de càrrega per a GNL.

El gas natural liquat (GNL) és gas natural que ha estat processat per ser transportat en forma líquida. És la millor alternativa per monetitzar reserves a llocs apartats, on no és econòmic portar el gas al mercat directament ja sigui per gasoducte o per generació d'electricitat. El gas natural és transportat com a líquid a pressió atmosfèrica i a -162 °C on la liqüefacció redueix en 600 vegades el volum de gas transportat en bucs especials anomenats metaners. El GNL és inodor, incolor, no tòxic, la seva densitat (pel que fa a l'aigua) és 0,45 i només es crema si entra en contacte amb aire a concentracions de 5 a 15%.

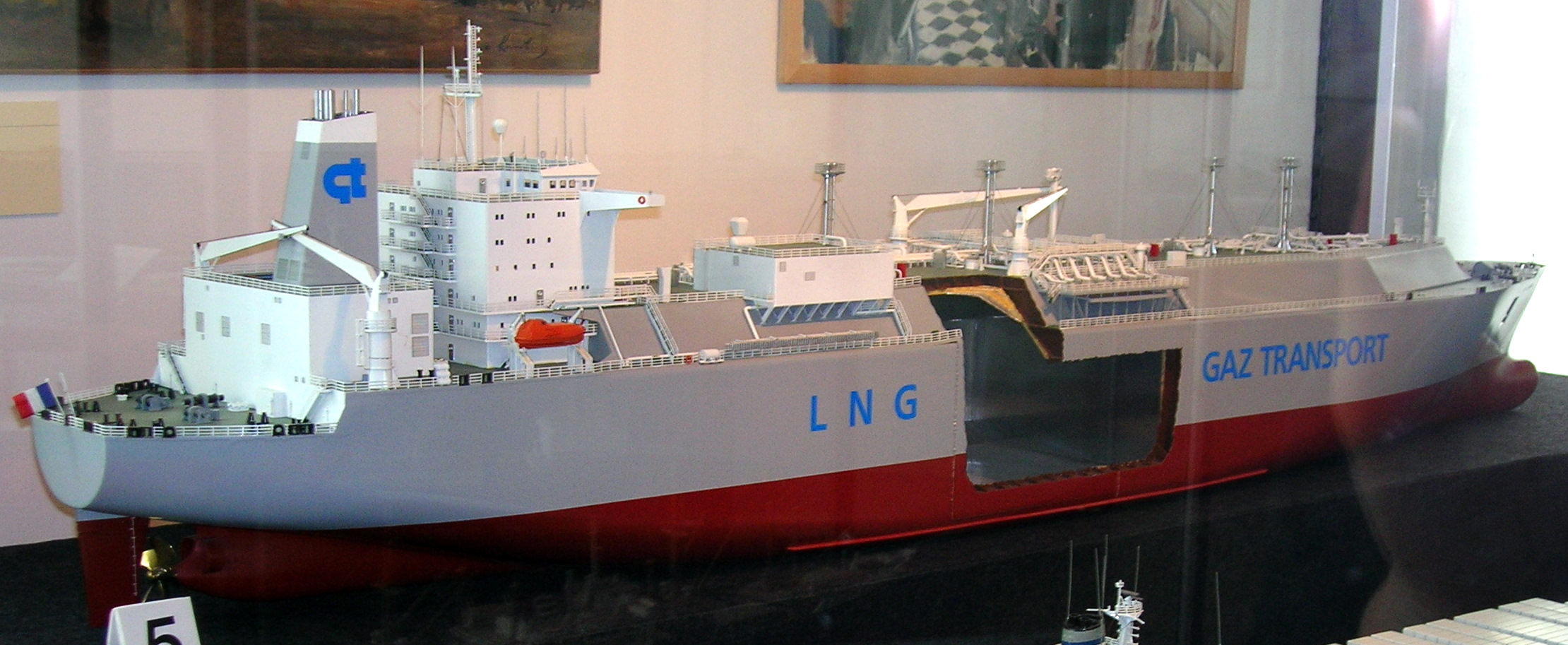
Tanc LNG Rivers, amb capacitat per a 135,000 metres cúbics

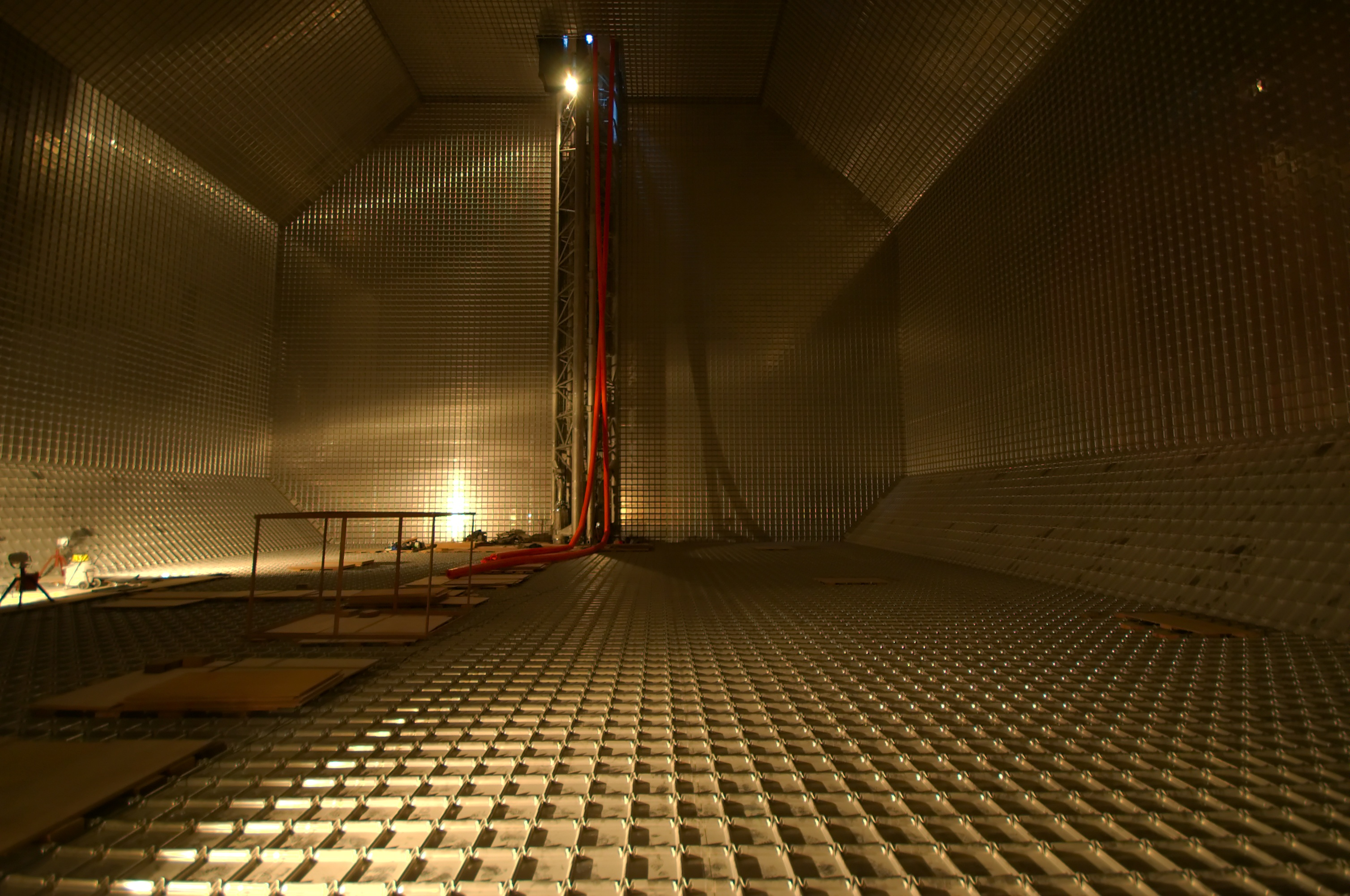
Interior d'un tanc de gas liquat

## Impacte ambiental
El gas natural té el menor impacte ambiental de tots els combustibles fòssils per l'alta relació d'hidrogen-carboni en la seva composició. Els vessaments de GNL es dissipen a l'aire i no contaminen el sòl ni l'aigua. Com a combustible vehicular, redueix les emissions d'òxids de nitrogen (NOx) en un 70%, i no produeix compostos de sofre ni partícules. Per a la generació elèctrica les emissions de diòxid de sofre, SO₂ pràcticament queden eliminades, i les emissions de CO₂ es redueixen en un 40%.
Tots els sistemes de producció i transport, així com la planta de procés, estan dissenyats per evitar fugides i prevenir incendis; és el cas dels sistemes de transferència de GNL de i cap als vaixells, tramesa o revaporització (o regasificació) de GNL. Hi ha algunes diferències de disseny respecte a les plantes de gas, però les consideracions ambientals, de seguretat i de salut són les mateixes o més estrictes. Els principals riscos són la seva baixa temperatura (risc criogènic) i la seva combustibilitat.

## Raons per liquar el gas natural
El gas natural es transporta generalment utilitzant gasoductes però, per a grans distàncies, resulta més econòmic utilitzar vaixells. Per transportar-ho així cal·liquar, atès que a la temperatura ambient i a la pressió atmosfèrica ocupa un volum considerable. El procés de liqüefacció redueix el volum del gas natural 600 vegades pel que fa al seu volum original.
Aproximadament la meitat de les reserves d'hidrocarburs conegudes avui són jaciments de gas natural. Sovint estan situades en regions amb poca demanda de gas. No obstant això, al liquar, pot transportar amb total seguretat fins a la seva mercat de destí utilitzant bucs, de manera similar al petroli cru.

## Història
Els orígens de la tecnologia de liqüefacció del GNL apareixen al voltant de 1920 quan es van desenvolupar les primeres tècniques de liqüefacció de l'aire. El primer ús de GNL va ser per recuperar heli del gas natural. El procés es basava en la liqüefacció dels hidrocarburs que contenien heli, deixant aquest últim en fase gasosa, després de l'extracció de l'heli, el GNL es vaporitzava i es venia com a combustible.
En el passat, el gas natural es considerava un subproducte sense valor associat amb l'extracció petroli cru, fins que el 1920 es va fer evident que era una valuosa font de combustibles com el propà i el butà.
- 1941 - Primera planta de liqüefacció en Cleveland (Ohio)[4]
- 1959 - Primer enviament de GNL per vaixell.[4]
- 1960 - Primera planta de liqüefacció amb càrrega de base en Arzew, Algèria.[5]
- 1969 - Transport de GNL d'Alaska al Japó.[6]

Les operacions de GNL estan ampliant-se ràpidament a tot el món, i cada vegada hi ha més plantes en construcció o en vies de desenvolupament.
El 2002 es consumiren 104 milions de tones anuals de GNL al món. Les projeccions varien però s'espera pel 2010 que la producció es pugui duplicar.

## Cadena de processament
Un projecte de GNL és altament complex tant des del punt de vista tècnic així com del comercial. El projecte ha de tenir en compte tots els aspectes de la cadena de producció des del jaciment, el tractament preliminar en els pous, el transport per canonada a la planta de liqüefacció, l'ompliment de vaixells, el transport a les unitats de revaporització i, finalment, la venda i distribució del gas ja sigui com a gas natural o en la forma d'electricitat.
Els projectes de GNL són projectes que representen diversos milers de milions de dòlars d'inversió, pel que requereixen la participació de companyies integrades (que tinguin unitats d'exploració, producció i distribució de gas) d'alta solvència econòmica i entitats financeres que contribueixin el capital d'inversió. Tots aquests factors han creat una indústria en la qual el risc d'inversió sigui baix i requereix que tant els contractes de compra i venda de gas siguin a llarg termini, en aquest cas 20 anys amb reserves mínimes en l'ordre de 12 bilions de peus cúbics per projecte (12 TCF en l'argot internacional.)

### Procés de liqüefacció
Quan s'extreu el gas natural dels jaciments subterranis, sovint conté altres materials i components que han de ser eliminats abans que pugui ser liquat per al seu ús:
- Heli pel seu valor econòmic i pels problemes que podria produir durant el liquat.
- Sofre, corrosiu a equips, diòxid de carboni que se solidifica en les condicions de liqüefacció, i mercuri, que pot dipositar-se en instruments i falsificar els mesuraments.
- Aigua, que en refredar el gas es congelaria formant gel o bé hidrats que provocarien bloquejos en l'equip si no s'eliminessin.
- Hidrocarburs pesants, anomenats condensat, que poden congelar-se igual que l'aigua i produir bloquejos de l'equip i problemes en la combustió del gas.

El GNL produït ha de ser usat en processos de combustió i per tant, cal extreure alguns hidrocarburs per controlar el seu poder calorífic i l'índex de Wobbe. Depenent del mercat final, la remoció d'età, propà i altres hidrocarburs ha d'estar controlada mitjançant una unitat de remoció de líquids que pot estar integrada en el procés de liqüefacció.

### Procés de refredament
Per convertir el gas natural en líquid, es refreda el gas tractat fins a aproximadament -161 °C, que és la temperatura a la qual el metà-el seu component principal-es converteix a forma líquida. El procés de liqüefacció és similar al de refrigeració comú: es comprimeixen els gasos refrigerants produint líquids freds, com ara propà, età/etilè, metà, nitrogen o barreges d'ells, que després s'evaporen a mesura que intercanvien calor amb el corrent de gas natural. D'aquesta manera, el gas natural es refreda fins al punt en què es converteix en líquid. Una vegada que el gas ha estat liquat se sotmet a un procés de Joule Thompson o expansió amb extracció de treball per poder-lo emmagatzemar a pressió atmosfèrica. El GNL produït s'emmagatzema en tancs especials per ser després transferit a vaixells tancs especials de transport.
El disseny d'aquestes plantes està governat per normes estrictes, en la indústria de GNL hi ha quatre dissenyadors de plantes que s'usen industrialment: procés amb intercanviats de tubs en espiral d'Air Products (APCI i APX), la cascada optimitzada de Phillips, el triple cicle refrigerant de Linde i el procés de caixa freda amb barreja refrigerant de Black and Veatch (PRICO).
Tots aquests processos són usats en la indústria i competències de disseny són realitzades per seleccionar el procés que generarà el projecte més rendible al llarg de tota la seva vida útil.

### Emmagatzematge
El GNL s'emmagatzema a -161 °C i a pressió atmosfèrica en tancs criogènics especials per a baixa temperatura. El típic tanc de GNL té doble paret: una paret externa de formigó armat, recobert amb acer al carboni, i una paret interna d'acer niquelat al 9%. La seguretat i la resistència són les consideracions de disseny primàries en construir aquests tancs, els quals es dissenyen per suportar terratrèmols i forts vents.

### Transport
El GNL es transporta a pressió atmosfèrica en vaixells especialment construïts amb casc doble. El sistema de contenció de càrrega es dissenya i construeix utilitzant materials especials per a l'aïllament i tanc, per assegurar el transport segur d'aquesta càrrega criogènica.
El GNL en els tancs de càrrega del vaixell es manté a la seva temperatura de saturació (-161 °C) al llarg de tota la navegació, però es permet que una petita quantitat de vapor es dissipi per ebullició, en un procés que es denomina "autorrefrigeració". El gas evaporat es fa servir per impulsar els motors del vaixell.
Aproximadament 40% dels vaixells de GNL actualment en servei compten amb sistemes de contenció de càrrega del tipus de membrana, de manera que tenen un aspecte molt similar al d'altres vaixells de càrrega. La resta dels vaixells tenen un sistema de contenció de càrrega més particular, que inclou quatre o més tancs esfèrics grans. Ambdós tipus de sistema de contenció posseeixen antecedents d'operació extremadament segurs i fiables.

## Regasificació del GNL
Una vegada que el vaixell-tanc de GNL arriba a la terminal de regasificació a la zona de mercat, el GNL és bombat des de la nau fins als tancs d'emmagatzematge. Els tancs de GNL són similars als utilitzats a la terminal de liqüefacció. Generalment, la descàrrega d'un vaixell requereix unes 12 hores.
Després, el GNL torna al seu estat gasós original. Per a això, es bomba des dels tancs d'emmagatzematge i és escalfat amb vaporitzadors fins a les condicions de lliurament especificades per les empreses de gasoductes i els usuaris finals, ubicats corrent a baix de la canonada. Posteriorment, el gas es distribueix als usuaris mitjançant un gasoducte convencional.
Una altra modalitat de distribució consisteix en el transport de GNL a bord de cisternes especialment dissenyades per a la seva càrrega, des de les plantes regasificadores que reben el producte dels vaixells metaners, fins clients que disposen de dipòsits de GNL que estan dissenyats per emmagatzemar i regasificar el gas per al seu ús. Aquesta és l'única modalitat de transport de GNL possible per als clients als quals no arriba el gasoducte convencional.

## Seguretat del GNL i accidents connexos
La cadena de producció i distribució de GNL està dissenyada per evitar fugides i prevenir incendis. Els riscos més alts són la seva baixa temperatura (criogènica) i la seva combustibilitat. Els vessaments de GNL s'evaporen ràpidament on la condensació del vapor d'aigua en l'aire crea una boirina. El GNL no es pren fàcilment, la flama no és molt forta, no fumeja i aquesta no s'estén. El combat d'un foc de GNL és molt similar a una gasolina o gasoil, no hi ha perill d'explosió en llocs oberts.
A continuació, se citen diversos accidents relacionats amb el GNL:
- 1944, 20 d'octubre. La companyia East Ohio Natural Gas Company va tenir una fallada en un tanc de GNL a Cleveland (Ohio). 128 persones van morir en l'explosió. El tanc no tenia un mur de retenció, havia estat construït durant la Segona Guerra Mundial, enmig d'un estricte racionament de metall.
- 1973, febrer, Staten Island, Nova York. Mentre es reparava l'interior d'un tanc d'emmagatzematge buit, es va deslligar un incendi. La pressió va augmentar dins del tanc tan ràpid que la cúpula va cedir, caient dins del tanc i matant a 37 obrers.
- 1979, Lusby, Maryland, la instal·lació de GNL de Cove Point va patir una fallada d'una bomba, que va alliberar vapor de gas, que es va infiltrar en els conductes elèctrics. Un treballador va tancar un circuit, provocant la ignició dels gasos. El resultat va ser un treballador mort i grans danys a l'edifici.
- 2004, 19 de gener, Skikda, Algèria. Es va produir una explosió a la planta de liqüefacció de GNL de Sonatrach. Hi va haver 27 morts, 80 ferits, tres trens de GNL destruïts, la producció de l'any 2004 es va reduir en un 76%.

## Riscos d'un projecte de GNL
Com que els projectes de GNL estan basats en contractes de compra i venda a llarg termini, la major part dels riscos estan basats en la disponibilitat de gas al projecte, l'estabilitat dels països on s'executa el projecte i on es ven el gas i l'habilitat del grup que està executant el projecte per entendre totes les complexitats de la cadena de GNL per aconseguir una rendibilitat que asseguri la viabilitat del projecte durant tota la seva vida útil.
Les característiques d'un bon projecte de GNL inclouen:
- Baixos costos d'infraestructura i producció del gas.
- Baixos costos de transport del gas i altres productes líquids.
- Bona estructura del projecte i de la companyia establerta per a aquest efecte.
- Ambient fiscal atractiu
- Confiança dels compradors en l'estabilitat del projecte
- Seguretat de mercat
- Índex del preu del gas amb canvis de mercat
- Projecte que sigui fàcilment finançable

## Futur del GNL a Amèrica Llatina i el Carib
Un dels projectes de GNL en funcionament a la regió és el d'Atlantic LNG en Trinitat i Tobago, amb una capacitat de 10 milions de tones/any, en tres plantes de producció. Un altre projecte de GNL és el del Consorci Perú LNG conformat per Hunt Oil, SK Energy, Repsol YPF i Marubeni Corporation a Pampa Melchorita a Ica-Perú, inaugurat el 10 de juny del 2,010 pel mateix president Alan García.Se han anunciat diversos projectes de GNL en aquesta part del món, tant de plantes productores de GNL a Bolívia, Veneçuela i Colòmbia, com de terminals de recepció de GNL a Xile, Puerto Rico, Mèxic, la República Dominicana, el Brasil i altres parts del Carib. No es pot dir quants d'aquests projectes es faran realitat en el futur immediat, però la demanda de combustibles nets i econòmics estimularà sens dubte la seva execució.

## Plantes de regasificació a Espanya
Les plantes de regasificació de Barcelona, Huelva, Cartagena, Bilbao, Sagunt i Mugardos disposaven, a finals de 2008, d'una capacitat total d'emmagatzematge de 2.337.000 m³ de GNL
enfront dels 2.187.000 m³ l'any 2007 i d'una capacitat d'emissió de 6.562.800 m³ (n)/h respecte
als 6.212.800 m³ (n)/h l'any 2007.